# Xiphidiella chagalli
Xiphidiella chagalli är en tvåvingeart som beskrevs av Andy Z. Lehrer 1993. Xiphidiella chagalli ingår i släktet Xiphidiella och familjen köttflugor.
Artens utbredningsområde är Namibia. Inga underarter finns listade i Catalogue of Life.